# Barwice (gromada)
Barwice – dawna gromada, czyli najmniejsza jednostka podziału terytorialnego Polskiej Rzeczypospolitej Ludowej w latach 1954–1972.
Gromady, z gromadzkimi radami narodowymi (GRN) jako organami władzy najniższego stopnia na wsi, funkcjonowały od reformy reorganizującej administrację wiejską przeprowadzonej jesienią 1954 do momentu ich zniesienia z dniem 1 stycznia 1973, tym samym wypierając organizację gminną w latach 1954–1972.
Gromadę Barwice z siedzibą GRN w mieście Barwicach (nie wchodzącym w jej skład) utworzono – jako jedną z 8759 gromad na obszarze Polski – w powiecie szczecineckim w woj. koszalińskim na mocy uchwały nr 43/54 WRN w Koszalinie z dnia 5 października 1954. W skład jednostki weszły obszary dotychczasowych gromad Łeknica, Nowe Koprzywno, Przybkowo, Grabiąż i Ostropole ze zniesionej gminy Barwice oraz obszar dotychczasowej gromady Piaski ze zniesionej gminy Krosino w tymże powiecie. Dla gromady ustalono 13 członków gromadzkiej rady narodowej.
31 grudnia 1959 do gromady Barwice włączono obszar zniesionej gromady Stary Chwalim oraz wieś Jeziorki ze zniesionej gromady Juchowo w tymże powiecie.
31 grudnia 1968 do gromady Barwice włączono obszar gruntów PGR Tarmno ze zniesionej gromady Polne oraz wieś Nowy Chwalim ze zniesionej gromady Iwin w tymże powiecie.
31 grudnia 1971 do gromady Barwice włączono wsie Chłopowo i Polne ze zniesionej gromady Kluczewo w tymże powiecie.
1 stycznia 1972 do gromady Barwice włączono grunty o powierzchni 1024 ha z miasta Barwice w tymże powiecie; z gromady Barwice wyłączono natomiast części wsi Przybkowo (27 ha) i Łęknica (27 ha), włączając je do Barwic.
Gromada przetrwała do końca 1972 roku, czyli do kolejnej reformy gminnej. 1 stycznia 1973 w powiecie szczecineckim reaktywowano gminę Barwice (zniesioną w 1994 roku.